# Figarolica (Rovinj)
Figarolica je hrid uz zapadnu obalu Istre, oko 1.5 km sjeverozapadno od Rovinja. Uz njega, oko 80 metara sjeveroistočno, je i veći otok Figarola.
Površina otoka je 1618 m2, a visina 4 metra.
U Državnom programu zaštite i korištenja malih, povremeno nastanjenih i nenastanjenih otoka i okolnog mora Ministarstva regionalnoga razvoja i fondova Europske unije, svrstana je pod "manje
nadmorske tvorbe (hridi različitog oblika i veličine)". Pripada Gradu Rovinju.

## Vanjske poveznice
|  | Zajednički poslužitelj ima još gradiva o temi Figarolica (Rovinj) |